# عثمان ديوماندي
عثمان ديوماندي (بالفرنسية: Ousmane Diomande) هو لاعب كرة قدم إيفواري يلعب كقلب دفاع من مواليد 4 ديسمبر 2003 في أبيدجان، ساحل العاج.

## مسيرته
بدأ مسيرته في نادي ميتييلاند الدنماركي ثم تمت إعارته إلى نادي مافرا البرتغالي ثم تعاقد معه سبورتينغ ليشبونة.